# ナノメディシン
ナノメディシン（英: nanomedicine、またはナノ医療）は、ナノテクノロジーの医学的応用である。ナノメディシンは、ナノマテリアルや生体デバイスの医療用途から、ナノ電子バイオセンサー、さらには将来的には生体分子機械などの分子ナノテクノロジー (英語版) の応用にまで及んでいる。現在のナノメディシンの課題は、ナノスケールの材料（構造がナノメートルのスケール、すなわち10億分の1メートルの材料）の毒性や環境への影響を理解することにある。
ナノマテリアルには、生体分子や構造物と相互作用させることで機能を付加することができる。ナノマテリアルのサイズは、ほとんどの生物学的分子や構造体のサイズに似ているため、ナノマテリアルは、生体内（in vivo）および試験管内（in vitro）の生物医学研究および応用の両方に有用である。これまでのところ、ナノマテリアルと生物学の融合は、診断装置、造影剤、分析ツール、理学療法アプリケーション、ドラッグデリバリービークル（薬物送達担体）の開発につながっている。
ナノメディシンは、近い将来、役立つ研究ツールと臨床的に有用なデバイスの一式を提供することを目指している。米国においては、国家ナノテクノロジー・イニシアティブで、高度なドラッグデリバリーシステム、新しい治療法、in vivoイメージングなど、製薬業界における新たな商業的応用を期待している。ナノメディシン研究は、米国国立衛生研究所の共通基金プログラムから資金援助を受けて、4つのナノメディシン開発センターをサポートしている。
ナノメディシンの売上高は2015年に160億ドルに達し、ナノテクノロジー研究開発に毎年最低38億ドルが投資されている。新興ナノテクノロジーへの世界的な資金提供は、ここ数年で年率45％増加し、2013年の製品売上高は1兆ドルを超えた。ナノメディシン産業が成長を続ける中で、経済に大きな影響を与えることが期待されている。

## ドラッグデリバリー
ナノテクノロジーは、ナノ粒子を用いて特定の細胞に薬物を送達する可能性を提供してきた。活性薬物を、病的領域のみに、必要以上に高用量で投与せずに沈着させることで、全体的な薬物消費量や副作用を大幅に低下することができる。標的化ドラッグデリバリーは、薬物の副作用を減少させ、それに伴って消費量および治療費を減少させることを目的としている。ドラッグデリバリー（薬物送達）は、体内の特定の場所と一定期間の両方でバイオアベイラビリティ（生物学的利用能）を最大化することに焦点を当てている。これは、ナノエンジニアリングデバイスによる分子標的化によって達成される可能性がある。医療技術にナノスケールのデバイスを使用する利点は、より小型のデバイスは侵襲性が低く、体内に埋め込むことができ、生化学的な反応時間がはるかに短いことである。これらのデバイスは、一般的なドラッグデリバリーよりも高速かつ高感度である。ナノメディシンによるドラッグデリバリーの有効性は主に、a）薬物の効率的なカプセル化、b）体内の標的部位へ薬物の送達を達成、c）薬物の放出の成功次の点に基づいている。
ドラッグデリバリーシステムである脂質またはポリマーベースのナノ粒子は、薬物の薬物動態および生体内分布を改善するように設計することができる。ただし、ナノメディシンの薬物動態および薬力学は、患者によって大きく異なる。ナノ粒子は、体の防御機構を回避するように設計されている場合、ドラッグデリバリーを改善するために用いられる有益な特性を備えている。細胞膜を通過して細胞の細胞質に薬物を取り込む能力など、複雑なドラッグデリバリー機構が開発されている。トリガー反応は、薬物分子をより効率的に使用するための1つの方法である。薬物は体内に置かれ、特定のシグナル（信号）に遭遇したときにのみ活性化する。例えば、溶解性の低い薬物は、親水性と疎水性の両方の環境が存在するドラッグデリバリーシステムに置き換えられて、溶解性が向上する。ドラッグデリバリーシステムはまた、制御された薬物放出を介して組織の損傷を防止することができ、薬物クリアランス率を低減、または分布量を低下させ、非標的組織への影響を低減できる。しかしながら、これらのナノ粒子の生体内分布は、ナノサイズおよびマイクロサイズの材料に対する宿主の反応が複雑で、体内の特定の器官を標的とすることが困難であるため、依然として不完全である。それにもかかわらず、ナノ粒子システムの可能性と限界を最適化し、よりよく理解するために多くの研究が進行中である。研究の進歩により、ナノ粒子によって標的化および分布の増強が可能であることが証明される一方で、ナノ毒性の危険性は、その医療用途をさらに理解する上で重要な次のステップとなる。ナノ粒子の毒性は、サイズ、形状、および材料によって異なる。これらの要因はまた、発生する可能性のある蓄積や臓器の損傷に影響を及ぼす。ナノ粒子は長持ちするように作られているが、分解や排泄ができないため、臓器、具体的には肝臓や脾臓に捕捉されてしまう。このような非生分解性物質の蓄積は、マウスで臓器障害や炎症を引き起こすことが観察されている。ナノ粒子には、抗生物質耐性を低減させる可能性や、さまざまな抗菌薬としての利用が期待され、研究が進められている。また、ナノ粒子は、多剤耐性（MDR）機構を回避するために用いらる可能性がある。

### 研究中のシステム
脂質ナノテクノロジーの進歩は、医療用ナノデバイスや新規ドラッグデリバリーシステムのエンジニアリング、およびセンシングアプリケーションの開発に大きく貢献した。予備研究中のもう一つのマイクロRNAデリバリーシステムは、2つの異なるマイクロRNAの自己組織化によって形成されたナノ粒子による癌（がん）の抑制である。可能性のあるもう1つの応用は、癌治療のための薬物やセンサーを積極的に放出するために研究されているナノ電気機械システム（鉄ナノ粒子や金シェルを用いる）のような、小型の電気機械系システムに基づくものである。

## 応用
市販されている、またはヒト臨床試験中のナノテクノロジーベースの薬剤には、以下のようなものがある。
- アルブミン結合パクリタキセル（英語版）（販売名 アブラキサン） - 乳がん[30]、非小細胞肺がん（NSCLC）[31]、および膵臓がん[32]の治療のために米国食品医薬品局（FDA）によって承認されている。ナノ粒子アルブミン結合パクリタキセルである。
- ドキソルビシン（販売名 ドキシル） - もともと、HIV関連のカポジ肉腫への使用がFDAで承認されていた。現在では、卵巣がんや多発性骨髄腫の治療にも使用されている。この薬はリポソームに包まれており、投与されている薬の寿命を延ばすのに役立っている。リポソームは、自己組織化した球状の閉じたコロイド構造であり、水性空間を取り囲む脂質二重膜で構成されている。リポソームはまた、機能性を高めるのに役立ち、特に薬剤が心筋に与える損傷を減少させるのに役立つ[33]。
- イリノテカン - 転移性膵臓がんを治療するためのイリノテカンをリポソームでカプセル化したオニビデ (英語版) は、2015年10月にFDAから承認された[34]。
- ラパマイシン（販売名 ラパミューン） - 移植後の臓器拒絶反応を防ぐために2000年にFDAに承認されたナノ結晶をベースにした薬物である。ナノ結晶成分は、薬物の溶解性と溶解速度を向上させ、吸収性の改善と高いバイオアベイラビリティをもたらす[35]。

## 可能性のある治療法
2018年現在、既存および潜在的な薬物ナノキャリアは予備研究中である。ナノ粒子は、表面積と体積の比率が高いため、特定の腫瘍細胞を探して結合できるナノ粒子に、可能性のある治療薬として官能基を付着させることが可能になる。さらに、ナノ粒子の小さいサイズ（5〜100ナノメートル）は、毛細血管透過性を高め、リンパ液の排出が減少するため、腫瘍部位に優先的に蓄積することができる。ナノ粒子で解決できる典型的な化学療法の制限には、薬剤耐性、選択性の欠如、および溶解性の欠如などがある。

## イメージング
In vivoイメージング（画像法）もまた、ツールやデバイスが開発されている一分野である。ナノ粒子造影剤を使用すると、超音波やMRIなどの画像の分布が良好になり、コントラストが向上する。心臓血管イメージングでは、ナノ粒子は、血液貯留、虚血、血管新生、アテローム性動脈硬化、および炎症が存在する局所領域の可視化を促進する可能性がある。
ナノ粒子の小さいサイズは、腫瘍学、特にイメージングで非常に役立つ特性がある。量子ドット（サイズ調整可能な発光などの量子閉じ込め特性を持つナノ粒子）をMRI（磁気共鳴画像法）と組み合わせて使用すると、腫瘍部位の優れた画像を得ることができる。セレン化カドミウムのナノ粒子（量子ドット）は、紫外線を照射すると光り、これを注入すると癌性腫瘍に浸透する。外科医は光っている腫瘍を見ることができ、それをより正確な腫瘍摘出のガイドとして使用できる。これらのナノ粒子は有機色素よりもはるかに明るく、励起に必要な光源は1つだけである。これの意味することは、蛍光量子ドットを使用すると、造影剤として使用されている今日の有機色素よりもコントラストの高い画像を低コストで生成できることである。しかし欠点は、量子ドットは通常、非常に有毒な元素でできていることであるが、この懸念は蛍光ドーパントを使用することで対処できるかもしれない。
運動を追跡することで、薬物がどの程度うまく分配しているか、あるいは物質がどのように代謝されているかを判断するのに役立つ。体全体の細胞の小さなグループを追跡するのは難しいので、科学者たちは細胞を染色していた。これらの染料は、発光するために、特定の波長の光で励起される必要があった。異なる色の染料は異なる周波数の光を吸収するため、細胞と同じくらい多くの光源が必要であった。この問題を回避する方法として発光タグがある。このタグは、細胞膜を貫通するタンパク質に付着した量子ドットである。このドットの大きさはランダムにでき、生体不活性材料で作ることができ、色がサイズに依存するというナノスケールの特性を示している。その結果、量子ドットのグループを蛍光させるために用いる光の周波数が、別のグループを光り輝かせるために必要な周波数の偶数倍になるようにサイズが選択される。そうすることで、1つの光源で両方のグループを発光させることができる。また、ナノ粒子を体の患部に挿入して、患部が光って、腫瘍の成長や縮小、臓器の問題を示すようにする方法も発見した。

## センシング
ナノテクノロジー・オン・チップ（英: nanotechnology-on-a-chip）は、ラボ・オン・チップ（英: lab-on-a-chip）技術のもう一つの次元である。適切な抗体に結合した磁性ナノ粒子は、特定の分子、構造、または微生物を標識するために使用される。特にシリカナノ粒子は光物理学的観点からは不活性であり、ナノ粒子シェル内に多数の色素を蓄積する可能性がある。DNAの短いセグメントでタグ付けされた金ナノ粒子は、サンプル中の遺伝子配列の検出に使用できる。生物学的アッセイ（試験）のための多色光学コーディングは、異なるサイズの量子ドットを高分子マイクロビーズ (英語版) に埋め込むことによって実現されている。核酸を分析のためのナノポア技術は、ヌクレオチドの配列を直接電子署名に変換する。
数千本のナノワイヤーを内蔵したセンサーテストチップは、がん細胞が残したタンパク質やその他のバイオマーカーを検出できるため、患者の血液の数滴から早期のがんの検出と診断ができる可能性がある。ナノテクノロジーは、手術に使用される関節鏡（ライトやカメラを使った鉛筆サイズの装置）の使用を促進しているため、外科医は小切開で手術を行うことができる。切開部が小さいほど治癒時間が早くなり、患者のためにもなる。また、関節鏡を1本の髪の毛よりも小さくする方法を見つけるのにも役立っている。
ナノエレクトロニクスに基づくがん診断の研究は、薬局で実施できる検査につながる可能性がある。結果は非常に正確で、製品は安価であることが約束されている。極少量の血液を採取し、約5分で体内のあらゆる場所のがんを検出することができ、感度は従来の実験室での検査の1000倍にもなると言われている。これらのデバイスは、がんタンパク質を検出するためにナノワイヤーで構築され、各ナノワイヤー検出器は、異なるがんマーカーに敏感に反応するように準備されている。ナノワイヤー検出器の最大の利点は、検査装置に追加の費用なしで、10から100の同様の病状を検査できることである。ナノテクノロジーはまた、がんの検出、診断、治療のための腫瘍学を個人化するのにも役立っている。一人ひとりの腫瘍に合わせて、より良い性能を発揮できるようになった。それらは、癌（がん）に冒されている体の特定の部分を標的にする方法で見いだされた。

## 敗血症治療
透析治療が、溶質のサイズに関連した拡散と半透膜を介した流体の限外濾過の原理で機能するとは対照的に、ナノ粒子を使用した浄化は、特定の物質の標的化が可能である。さらに、一般的には透析できない、より大きな化合物を除去することができる。
精製プロセスは、強磁性または超常磁性の特性を持つ官能化酸化鉄、または炭素被覆された金属ナノ粒子に基づいている。タンパク質、抗生物質、または合成リガンドなどの結合剤は、粒子表面に共有結合している。これらの結合剤は、凝集体を形成する標的種と相互作用することができる。外部磁場勾配を加えることで、ナノ粒子に力を加えることができる。したがって、粒子をバルク流体から分離することができ、それによって汚染物質から粒子を洗浄することができる。
官能化ナノ磁性体は、その小さなサイズ（< 100 nm）と大きな表面積は、血液の浄化のために臨床的に使用される技術であり、表面吸着に基づく血液灌流と比較して有利な特性が得られる。これらの利点は、高負荷で結合剤にアクセスできること、標的化合物への高い選択性、速い拡散、小さな流体力学的抵抗、および低用量である。

## ヒト組織工学
ナノテクノロジーは、組織工学（英: tissue engineering）の一部として使用され、適切なナノ材料ベースの足場と成長因子を使用して、損傷した組織を複製、修復、または再形成するのに役立つ。組織工学が成功すれば、臓器移植や人工インプラントなどの従来の治療法に取って代わる可能性がある。グラフェン、カーボンナノチューブ、二硫化モリブデン、二硫化タングステンなどのナノ粒子は、骨組織工学アプリケーション用の機械的に強い生分解性ポリマーナノ複合材料を作製するための補強材として使用されている。これらのナノ粒子を低濃度（〜0.2重量パーセント）で高分子マトリックスに添加すると、ポリマーナノ複合材料の圧縮および曲げ機械的特性が大幅に改善される。潜在的に、これらのナノ複合材料は、骨インプラントとしての新規で機械的に強い軽量の複合体として使用される可能性がある。
たとえば、食肉溶接機で、赤外線レーザーで活性化された金コーティングされたナノシェルの懸濁液を用いて、2枚の鶏肉を1枚に融合することが実証された。これは、手術中に動脈を溶接するために使用することができる。もう一つの例は、ナノ腎臓学であり、腎臓に対するナノメディシンの利用である。

## 医療機器
神経電子インターフェースは、コンピュータを神経系に接続してリンクできるようにするナノデバイスの構築を扱う先見の明のある目標である。このアイデアには、外部コンピュータによる神経インパルスの制御と検出を可能にする分子構造の構築が必要である。補給可能な戦略は、エネルギーが連続的または周期的に外部の音波、化学、テザリング、磁気、または生物学的な電源で補給されることを意味する。一方、補給不可能な戦略は、すべての電力が内部のエネルギー貯蔵から引き出され、すべてのエネルギーが排出されると停止することを意味する。人間の血液やスイカなどの生体液からのブドウ糖を利用した、電源内蔵型のナノデバイス用のナノスケール酵素バイオ燃料電池が開発されている。この技術革新の1つの限界は、電力消費による電気的な干渉や漏れ、過熱が起こりうるという事実である。構造物の配線は、神経系内に正確に配置しなければならないため、非常に困難である。また、インターフェイスを提供する構造物は、身体の免疫システムとの適合性も必要である。

### 細胞修復機械
分子ナノテクノロジーは、分子アセンブラ（分子または原子スケールで物質を再配列できる機械）のエンジニアリングの可能性に関する、ナノテクノロジーの推測上の亜領域である。ナノメディシンでは、体内に導入されたこれらのナノロボットを利用して、損傷や感染症を修復または検出する。分子ナノテクノロジーは非常に理論的であり、ナノテクノロジーが生み出す発明を予測し、将来の研究課題を提案しようとするものである。分子アセンブラやナノロボットなど、分子ナノテクノロジーの提案された要素は、現在の能力をはるかに超えている。ナノメディシンにおける将来の進歩は、老化の原因と考えられている多くのプロセスの修復を通じて、生命の寿命を延ばすことにつながる可能性がある。ナノテクノロジーの創始者の一人であるK・エリック・ドレクスラーは、1986年の著書「創造する機械」中で、細胞内で動作するものや、まだ架空の分子機械を利用したものを含む細胞修復機械を想定した。1999年にロバート・フライタスによる医療用ナノロボットに関する最初の技術的議論が登場した。未来派でトランスヒューマニストでもあるレイモンド・カーツワイルは、彼の著書「シンギュラリティは近い」の中で、高度な医療用ナノロボティクスが2030年までに老化の影響を完全に治療できると信じていると述べている。リチャード・ファインマンによると、ファインマンの理論的なマイクロマシン（ナノテクノロジーを参照）の医学的使用のアイデアを最初に彼に提案したのは、彼の元大学院生であり共同研究者のアルバート・ヒッブスであった（1959年頃）。ヒッブスは、特定の修理機械は、理論的には（ファインマンが言ったように）「医師を飲み込む」ことができるようになるまで、いつかサイズが縮小されるかもしれないと示唆した。このアイデアは、ファインマンの1959年のエッセイ「ゼアーズ・プレンティ・オブ・ルーム・アット・ザ・ボトム」に取り込まれた。

## 参照項目
- イギリスナノメディシン学会（英語版）
- 金コロイド
- 心臓ナノテクノロジー（英語版）
- IEEE P1906.1（英語版） - ナノスケール・分子通信フレームワークの推奨実践例
- インペールフェクション（英語版）
- 生体情報モニタ
- ナノバイオテクノロジー
- ナノ粒子バイオ分子複合体（英語版）
- ナノ酵素（英語版）
- フィクションにおけるナノテクノロジー（英語版）
- 光線力学療法
- トップダウン設計とボトムアップ設計